# 金剛薩埵
金剛薩埵（こんごうさった、梵: Vajrasattva、蔵: rdo rje sems dpa', rdor sems）は、大乗仏教における信仰対象である菩薩または如来の一尊。中期密教においては大日如来の教えを受けて法門を結集し、それを龍猛（龍樹）に伝えた菩薩とされ、真言密教においては付法の第二祖とされる。後期密教においては、法身普賢（普賢王如来）、持金剛と並んで本初仏（原初仏）へと昇格した。金剛（ダイヤモンド）のように堅固な菩提心を持つと称される。

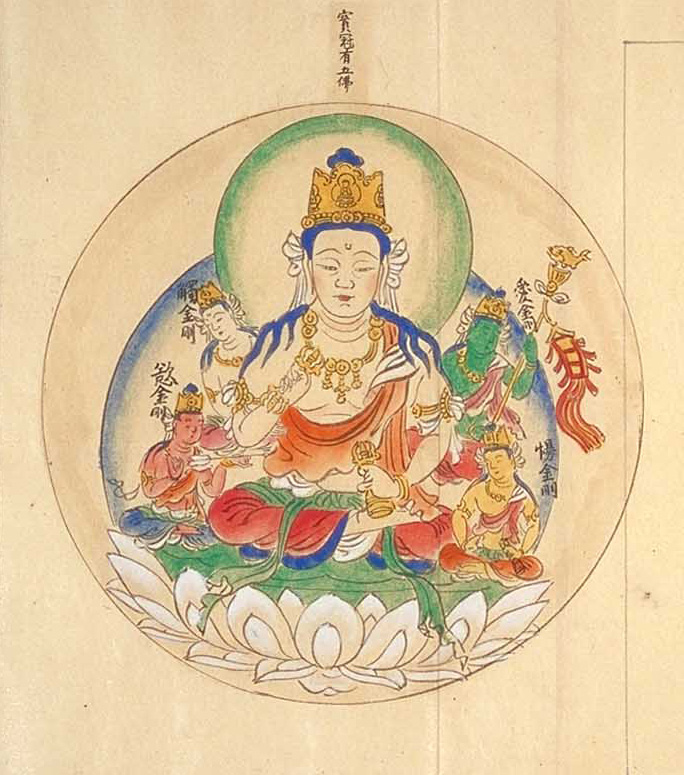
金剛薩埵を中心に四明妃を描く「五秘密尊」（『図像抄』より）

## 金剛薩埵と持金剛
金剛薩埵(Vajrasattva)と持金剛(Vajradhara)はしばしば混交して信仰されることがあるが、本来的に別個の尊格である。

## 真言・三昧耶形・種字
真言は、
- オン・バサラ・サトバ・アク [6] (唵嚩日囉薩怛嚩噁)[7]
  - Oṃ Vajrasattva āḥ

三昧耶形は金剛杵（金剛界曼荼羅では五鈷杵、胎蔵曼荼羅では三鈷杵）。
種字はバン（वँ、vaṃ）。